# Roberto García Orozco
Roberto García Orozco (Città del Messico, 24 ottobre 1974) è un arbitro di calcio messicano.

## Carriera
Arbitro internazionale dal 1º gennaio 2007, esordisce due anni dopo in una gara tra nazionali maggiori, e precisamente nel luglio 2009 in El Salvador - Canada, gara valida per la CONCACAF Gold Cup.
In ambito CONCACAF, a partire dalla stagione 2009-2010 viene stabilmente designato in CONCACAF Champions League. Di questa competizione è arrivato a dirigere la finale in tre circostanze, dapprima nell'edizione 2011-2012 (partita di ritorno), poi in quella 2012-13 (partita di andata) e infine nell'edizione 2013-14 (partita di andata).
Nel giugno 2011 è chiamato dalla FIFA a dirigere nel Campionato mondiale di calcio Under-17, in Messico. Nell'occasione, dirige tre partita della fase a gironi, un quarto di finale e la finale per il terzo posto.
Nell'aprile 2012 viene inserito dalla FIFA in una lista di 52 arbitri preselezionati per i Mondiali 2014. Tuttavia, non riesce nell'obiettivo di essere convocato per la fase finale del campionato mondiale, venendo eliminato in un taglio successivo dalla lista dei candidati.
Nel luglio 2012 è nuovamente convocato dalla FIFA per dirigere al Torneo maschile di calcio delle Olimpiadi di Londra 2012. Nell'occasione, il fischietto messicano dirige due partite della fase a gironi: Gran Bretagna - Emirati Arabi Uniti 3:1 a Wembley ( di fronte a 85.000 spettatori ) e tre giorni dopo Egitto - Bielorussia 3:1 a Glasgow.
Nel giugno del 2013 è selezionato dalla FIFA per prendere parte ai Mondiali Under 20 in Turchia.  In questa manifestazione, si distingue per aver diretto nel complesso quattro partite:  due della fase a gironi, un quarto di finale, e successivamente la finalissima, disputatasi il 13 luglio 2013 ad Istanbul tra Francia ed Uruguay.
Nel 2016 viene selezionato per la Copa América Centenario, dove dirige un incontro della fase a gironi e il quarto di finale tra Argentina e Venezuela.
Nel dicembre 2016 è selezionato dalla FIFA in vista della Coppa del mondo per club FIFA 2016, manifestazione in cui dirige un quarto di finale.